# Slaget vid Culloden
Slaget vid Culloden (engelska: Battle of Culloden, skotsk gaeliska: Blàr Chùil Lodair) var det sista fältslag som utkämpades under jakobitupproren. Fältslaget inträffade den 16 april 1746 vid Culloden i Skottland då jakobitska styrkor under Karl Edvard Stuart slutgiltigt besegrades av lojalistiska styrkor ledda under prins Vilhelm, hertig av Cumberland. 
Karl Edvard Stuarts ("Bonnie Prince Charles") jakobitiska armé bestod huvudsakligen av katoliker och skotska episkopalister - majoriteten skotska högländare men även grupper av lågländare och en liten utbrytargrupp av engelska soldater från regementen i Manchester.  Jakobiterna understöddes av konungadömet Frankrike och fick även vissa förstärkningar i form av såväl skotska som irländska legoknektar som varit i fransk tjänst. En sammansatt infanteribataljon (Irish Picquets), bestående av avdelningar från ett flertal irländska regementen samt en skvadron av irländskt kavalleri, deltog i slaget vid sidan av ett regemente av Royal Scots som slagits samman för att stötta Stuarts krav.  Motståndarsidan bestod framförallt av protestantiska engelsmän och lågländare samt tyska legoknektar som rekryterats in från Hessen. Slaget var kortvarigt men blodigt och utkämpades på mindre än en timme. Efter ett misslyckat angrepp där högländarna försökt korsa regeringsstyrkornas linjer stoppades avancemanget och de skotska styrkorna nedkämpades och drevs bort från slagfältet.   
Under det korta slaget dog eller skadades mellan 1 500 och 2 000 jakobiter samtidigt som det i kontrast endast var 300 döda eller skadade på den regeringstrogna sidan.
Slagets efterspel väcker än idag starka känslor. Universitetet i Glasgow belönade lojalisternas befälhavare, hertigen av Cumberland med en hederstitel, men många moderna historiker hävdar att efterspelet av slaget och det slutgiltiga nedkämpandet av jakobitismen var brutal vilket gav Cumberland tillnamnet slaktaren. Ytterligare åtgärder gjordes för att vidare integrera det vilda skotska höglandet ytterligare in i Storbritannien, och civila straff introducerades för att försvaga den galliska kulturen och underminera det skotska klansystemet.